# Milledgeville (Geòrgia)
Milledgeville és una població dels Estats Units a l'estat de Geòrgia. Segons el cens del 2000 tenia 18.757 habitants.

## Demografia
Segons el cens del 2000, Milledgeville tenia 18.757 habitants, 4.755 habitatges, i 2.643 famílies. La densitat de població era de 362,5 habitants/km².
Dels 4.755 habitatges en un 25,9% hi vivien nens de menys de 18 anys, en un 33,6% hi vivien parelles casades, en un 18,7% dones solteres, i en un 44,4% no eren unitats familiars. En el 31,7% dels habitatges hi vivien persones soles el 10,7% de les quals corresponia a persones de 65 anys o més que vivien soles. El nombre mitjà de persones vivint en cada habitatge era de 2,35 i el nombre mitjà de persones que vivien en cada família era de 3,04.
Per edats la població es repartia de la següent manera: un 16% tenia menys de 18 anys, un 20,9% entre 18 i 24, un 32,3% entre 25 i 44, un 19,6% de 45 a 60 i un 11,2% 65 anys o més.
L'edat mediana era de 33 anys. Per cada 100 dones de 18 o més anys hi havia 173,2 homes.
La renda mediana per habitatge era de 30.484 $ i la renda mediana per família de 44.683 $. Els homes tenien una renda mediana de 30.794 $ mentre que les dones 23.719 $. La renda per capita de la població era de 12.782 $. Entorn del 14,8% de les famílies i el 24% de la població estaven per davall del llindar de pobresa.

## Poblacions més properes
El següent diagrama mostra les poblacions més properes.